# Хосино, Кэйтаро
Кэйтаро Хосино (яп. 星野 敬太郎 Хосино Кэйтаро:, ромадзи Keitaro Hoshino; 14 августа 1969 в городе Иокогама префектуры Канагава — 9 октября 2021) — японский боксёр-профессионал, выступавший в минимальной (Minimumweight) весовой категории. Чемпион мира по версии ВБА (WBA) (2000, 2002.). Наилучшая позиция в мировом рейтинге: ??-й.
Скончался 9 октября 2021 года.

## Результаты боёв
| Бой | Дата | Соперник | Судьи | Место боя | Раундов | Результат | Дополнительно |
| --- | ---- | -------- | ----- | --------- | ------- | --------- | ------------- |
|     |      |          |       |           |         |           |               |
| Бой | Дата | Соперник | Судьи | Место боя | Раундов | Результат | Дополнительно |